# Alberik av Cîteaux

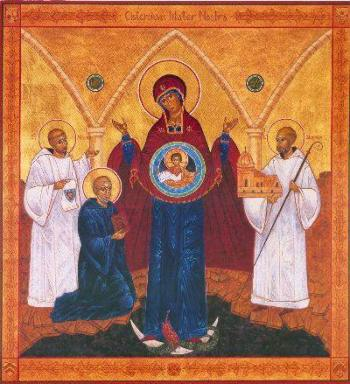
Alberik av Cîteaux (till höger)

Alberik av Cîteaux, (även Alberic, Elberich, Aubrey, Aubry och på latin Albericus) född omkring 1050 i Frankrike, död den 26 januari 1108, var den andre abboten i Cîteaux och räknas, tillsammans med Robert av Molesme och Stephen Harding, som cisterciensordens grundare. De har numera (sedan 1965) 26 januari som gemensam dag i helgonkalendern, ursprungligen firad som Alberiks himmelska födelsedag.

## Biografi
Inget är känt om hans uppväxt men han blev eremit i Collan vid Châtillon-sur-Seine, 80 km nordväst om Dijon i Frankrike, i tjugoårsåldern. Han och sex andra eremiter bjöd in Robert av Molesme för att leda dem. År 1075 flyttade man till Molesme med Robert som abbot och Alberik som prior. Senare anslöt engelsmannen Stephen Harding till gruppen. Munkarna levde och bodde fattigt i enkla hus i självförnekelse och askes. Tiden delades mellan bön och hårt manuellt arbete i grönsaksodlingar.
Sammanslutningen växte i antal men alla var inte beredda på det enkla livet. Efter regelrätta bråk och uppror kände flera av munkarna att den anda som fanns i början hade försvunnit. Robert, Alberik och Stephen samt fyra andra for till Lyon och träffade ärkebiskopen år 1094. De begärde att få lämna gruppen och skapa en ny och andligare gemenskap. De fick tillåtelse och Robert löste munkarna från lydnadslöftet och 20 stycken lämnade Molesem för Cîteaux år 1098. Från franska översätts Cîteaux till Cistercium på latin. Det gav sedan namnet på den orden, cisterciensorden, som Alberik var med och grundade med Robert och Stephen. De fick mark och bygghjälp av noblessen och den 21 mars 1098 kunde klostret Novum Monasterium, det nya klostret, invigas. Klostret gick under det namnet till år 1119. 
Alberik blev abbot i Cîteaux när Robert kallades tillbaks till Molesme av påven Urban II 1099. Alberik förblev abbot till sin död 26 januari 1109.
Cisterciensermunkarnas svartvita klädedräkt fastställdes av Alberik efter att jungfru Maria visat den för honom i en uppenbarelse.
Alberik blev aldrig formellt helgonförklarad men hans minnesdag 26 januari, det datum han dog. De tre grundläggarna firas gemensamt den dagen av cisterciensorden. Alberik avbildas ofta i helvit ordensdräkt.